# Classe Aragón
La classe Aragón fut une classe de Croiseur non protégé construite pour la Marine espagnole. Un navire fut coulé par l’US Navy durant la bataille de la baie de Manille en 1898.

## ClasseAragón
| Nom           | Chantiers navals | Quille | Lancé | Retrait | Observations                                      | Images |
| Aragón (es)   | Carthagène       | 1879   | 1880  | 1899    | -                                                 |        |
| Navarra (en)  | Ferrol           | 1881   | 1882  | 1899    | -                                                 |        |
| Castilla (en) | Carthagène       | 1881   | 1886  | 1898    | Détruit à la bataille de la baie de Manille, 1898 |        |